# Белгород Днестровски
 Тази статия е за града в Южна Бесарабия.  За града в Русия вижте Белгород.  
Вижте пояснителната страница за други значения на Белград.
Белгород Днестровски (от старобългарското Бѣлградъ; на украински: Білгород-Дністровський) е град в Югозападна Украйна, Одеска област. Населението му през 2011 година е 50 296 жители.

## История
Старото име на града е българското Бѣлградъ. Споменава се и с турското име Акерман, румънското – Четатя Алба, старите гръцки – Маврокастро и Аспрокастрон и руското Белгород Днестровский. Градът се намира в историческата област Буджак, част от Бесарабия. Територията, на която се намира градът, е част от българската държава още от основаването ѝ в VІІ век до падането ѝ под византийска власт в началото на ХІ век. След възстановяването на България през 1185 г. градът и областта отново влизат в рамките на Второто българско царство до 1241 г., когато Белград бива завладян от Монголската империя. Българското управление над града и областта е възстановено към 1300 г. при цар Тодор Светослав. Българското етническо и политическо присъствие в земите на север от Дунава е засвидетелствано през първата третина на XIV век от арабския географ Абуфеда (1273 – 1331 г.). Когато описва река Днепър, той сочи, че: „край нейните брегове се намират множество селища на българи и тюрки“. Важни са и неговите сведения за третия български град, носещ името Белград – този на река Днестър: „Акерман е град в земята на българите и тюрките, в седмия климат. Той е малък и е разположен край Черно море… Намира се в равнина. Едни от неговите жители са мюсюлмани, а другите – неверници [християни]. Недалеч от града в морето се влива реката Торлу [Днестър]“.
През ХІХ век в областта, която е част от Руската империя, се заселват много българи бежанци от османското владичество, които стават известни като бесарабски българи.

## География
Разположен е в така наречения Буджак (Южна Бесарабия) на югозападния бряг на Днестърския лиман, при вливането на река Днестър в Черно море.

## Население
- 2001 – 62 300 жители
- 2009 – 50 452 жители
- 2011 – 50 296 жители

### Етнически състав
(2001)
- 32 200 (62,9%) – украинци
- 14 400 (28,2%) – руснаци
- 1900 (3,7%) – българи
- 1000 (1,9%) – молдовани
- 300 (0,6%) – беларуси
- 200 (0,4%) – гагаузи
- 200 (0,4%) – евреи
- 100 (0,3%) – арменци
- 100 (0,3%) – цигани
- 700 – други

## Личности

### Родени
- Давид Бродски (1895 – 1966) – съветски поет и преводач
- Павел Берков (1896 – 1969) – литературовед и библиограф
- Порфирий Стаматов (1840 – 1925) – български юрист

### Починали
- Анджело ди Сполети (2 април 1314) – францискански монах